# Formula of Agreement
Formula of Agreement (englisch) ist eine ökumenische Vereinbarung, durch die vier Mainline Churches in den USA, nämlich die Evangelisch-Lutherische Kirche in Amerika (ELCA), die Reformed Church in America (RCA), die Presbyterian Church (U.S.A.) und die United Church of Christ (UCC), miteinander Kirchengemeinschaft („full communion“) erklärten.
Die Kirchengemeinschaft umfasst als wesentliche Elemente:
- die gegenseitige Anerkennung als Kirchen, in denen das Evangelium richtig verkündigt und die Sakramente stiftungsgemäß eingesetzt werden;
- die Erklärung, dass die früheren gegenseitigen Lehrverurteilungen als die heutige Lehre der Kirchen nicht mehr betreffend angesehen werden;
- die gegenseitige Anerkennung der Taufen und die Autorisierung von und Ermutigung zur Abendmahlsgemeinschaft;
- die gegenseitige Anerkennung der Ämter und die Ermöglichung eines geordneten Austauschs von ordinierten Amtsträgern;
- die Verpflichtung zum theologischen Dialog, um das gemeinsame Verständnis des Glaubens weiter zu klären und die gemeinsame Verwirklichung in Zeugnis und Dienst zu fördern.

Die Formula of Agreement geht auf Gespräche zurück, die seit 1962 zwischen den lutherisch und reformiert geprägten Kirchen stattfanden. 1992 wurden sie mit dem Dokument A Common Calling: The Witness of Our Reformation Churches in North American Today abgeschlossen, das den Lehrkonsens zwischen den Kirchen umfassend beschreibt. Die Formula of Agreement fasst die Aussagen zusammen und zieht mit der Erklärung von Kirchengemeinschaft die notwendige Konsequenz aus der Übereinstimmung im Verständnis des Evangeliums. Sie wurde 1997 von den Synoden der vier beteiligten Kirchen mit jeweils deutlichen Mehrheiten angenommen und 1998 in Kraft gesetzt. 2000 wurde sie durch eine Vereinbarung ergänzt, die den gegenseitigen Austausch von Amtsträgern regelt.
Das Verständnis von Kirchengemeinschaft entspricht dem der Leuenberger Konkordie von 1973, die Vorbild für die Formula of Agreement war. Die beteiligten Kirchen fusionieren nicht und geben weder ihre konfessionelle Prägung noch ihre rechtliche Eigenständigkeit auf, aber sind im Kern des Kirche-Seins vereint. Anders als in Europa, wo aus der Leuenberger Konkordie die Gemeinschaft Evangelischer Kirchen in Europa hervorging, sind die institutionellen Strukturen der Formula of Agreement weiterhin bewusst sehr schwach gehalten. Es wurden nur gelegentlich weitere theologische Gespräche geführt. Zuletzt wurde Anfang 2013 das Dokument Scripture and Moral Discernment veröffentlicht, das von den vier Kirchen gemeinsam mit der Christian Reformed Church in North America, der Christian Church (Disciples of Christ) und der Moravian Church in North America erarbeitet wurde.